# Вунзидель
Вунзидель (нем. Wunsiedel) — город в Германии, районный центр, расположен в земле Бавария.
Подчинён административному округу Верхняя Франкония. Входит в состав района Вунзидель-им-Фихтельгебирге. Население составляет 9515 человек (на 31 декабря 2010 года). Занимает площадь 54,91 км². Официальный код — 09 4 79 169.

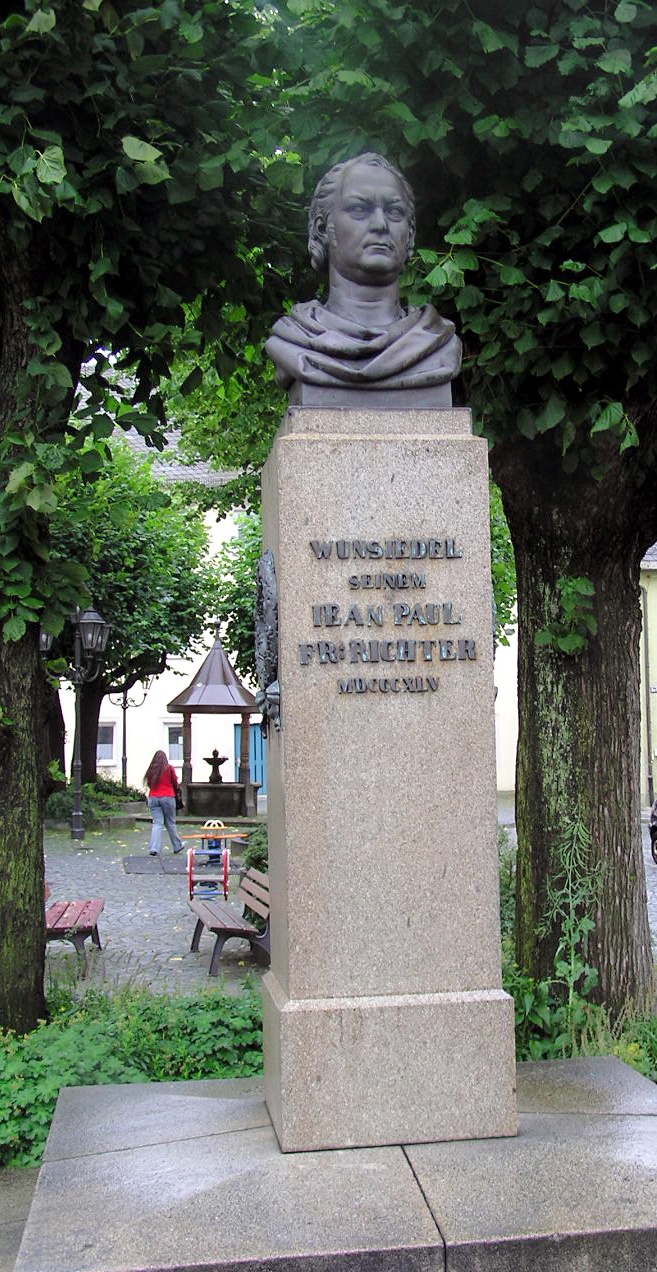
Памятник Жан Полю

Вунзидель — родина писателя Жан Поля (Рихтера) и музыканта Кристиана Дёберайнера, одного из основателей аутентизма. На кладбище Вунзиделя был похоронен Рудольф Гесс.
20 июля 2011 года немецкие власти эксгумировали останки Р. Гесса в связи с тем, что могила стала местом регулярных сборов неонацистов. Прах Гесса развеяли над неизвестным озером.

## Население
По оценке на 31 декабря 2015 года население общины Вунзидель составляет 9203 чел. 

| Дата      | 1840 | 1871 | 1900 | 1925 | 1939 | 1950  | 1961  | 1970  | 1987 | 2011 |
| --------- | ---- | ---- | ---- | ---- | ---- | ----- | ----- | ----- | ---- | ---- |
| Население | 5861 | 5734 | 7281 | 8527 | 8810 | 12617 | 12259 | 11358 | 9808 | 9555 |

| Год       | 1960  | 1970  | 1980  | 1990  | 2000  | 2009 | 2010 | 2011 | 2012 | 2013 | 2014 | 2015 |
| --------- | ----- | ----- | ----- | ----- | ----- | ---- | ---- | ---- | ---- | ---- | ---- | ---- |
| Население | 11964 | 11228 | 10475 | 10223 | 10520 | 9566 | 9515 | 9447 | 9371 | 9333 | 9301 | 9203 |